# Danube Seven
Die Danube Seven (Donau-Sieben) – Christine Mayr-Lumetzberger, Adelinde Theresia Roitinger, Gisela Forster, Iris Muller, Ida Raming, Pia Brunner und Angela White (die letzte ein Pseudonym für Dagmar Braun Celeste, die in Österreich geborene ehemalige First Lady von Ohio in den USA) – sind eine Gruppe von sieben Frauen aus Deutschland, Österreich und den Vereinigten Staaten, die am 29. Juni 2002 (Gedenktag der Apostel Peter und Paul) auf dem Donauschiff Passau zwischen Passau und Linz von den Bischöfen Antonio Braschi und Rafael Ferdinand Regelsberger zu römisch-katholischen Priesterinnen geweiht wurden.
Die Frauenordinationen wurden von der römisch-katholischen Kirche als nicht gültig anerkannt, obwohl die Frauen ihre eigenen Weihen für gültig halten.

## Vorgeschichte
Mit Eingaben zum Zweiten Vatikanischen Konzil forderten Frauen ab 1962 erstmals öffentlich in der Kirchengeschichte die Einführung der Frauenordination in der römisch-katholischen Kirche. Die Ergebnisse des Konzils gaben diesen Hoffnungen Auftrieb, insbesondere die Aussage des Konzils, dass „jede Form einer Diskriminierung … wegen des Geschlechts … überwunden und beseitigt werden muss, da sie dem Plan Gottes widerspricht“ (Gaudium et spes Nr. 29 Abs. 2).
Mit der 1994 getroffenen Entscheidung von Papst Johannes Paul II., dass „die Kirche keinerlei Vollmacht hat, Frauen die Priesterweihe zu verleihen, und … dieses Urteil endgültig von allen Gläubigen der Kirche zu vertreten ist“ (Ordinatio sacerdotalis Nr. 4) wurden die aufgrund des Zweiten Vatikanischen Konzils aufgekommenen Hoffnungen auf ein Ende der Ungleichbehandlung von Frauen zunichtegemacht. Als Reaktion auf das päpstliche Verdikt schlossen sich sieben Frauen zusammen – unter ihnen auch Autorinnen der Eingaben zum Zweiten vatikanischen Konzil –, um sich entgegen dem Verbot des canon 1024 CIC zu Priesterinnen weihen zu lassen. Zur Vorbereitung auf die Priesterweihe wurden sie nach ihrem Studium der römisch-katholischen Theologie in einem dreijährigen Programm ausgebildet, das von Christine Mayr-Lumetzberger entworfen wurde.
Vor ihrer Priesterweihe wurden sie am Palmsonntag, den 24. März 2002, durch Bischof Romulo Braschi und einem bis heute unbekannten Bischof unter dem Alias-Namen Adalberto Santo in einem nichtöffentlichen Gottesdienst ordnungsgemäß zu Diakoninnen geweiht. Die Identität des unbekannten römisch-katholischen Bischofs, der an der Diakoninnenweihe mitwirkte, wird vertraulich gehalten, um ihn vor einer Exkommunikation und vor weiteren Sanktionen zu schützen.
Weil Braschi befürchtete, vom Vatikan an der Priesterinnenweihe gehindert zu werden, weihte er den ehemaligen Benediktinerpater Regelsberger am 9. Mai 2002 zur Absicherung der geplanten Priesterinnenweihe zum Bischof. Die Weihe sollte von diesen beiden sowie von dem – letztlich verhinderten – Bischof Adalberto Santo durchgeführt werden.
Zeitgleich mit der Weihe der sieben Priesterinnen erschien das Buch Wir sind Priesterinnen von Werner Ertel und Gisela Forster (Hg.). Gegen eine Passage des Buches erwirkte das Erzbischöfliche Ordinariat der Erzdiözese von München und Freising am 26. Juli 2002 beim Landgericht München 1 eine Einstweilige Verfügung, die die Behauptung verbat, „Ende Juni 2002 seien Frauen von römisch-katholischen Bischöfen zu Priesterinnen geweiht worden“. Der herausgebende Patmos-Verlag hat daraufhin den Vertrieb des Buches eingestellt und verbleibende Auflage vernichtet. Damit sind auch die drei schriftlichen Zeugnisse der beiden weihenden Bischöfe und des verhinderten Bischofs nur in wenigen öffentlichen Bibliotheken verfügbar, die in dieser Schrift unter dem Namen „N.N.“ abgedruckt waren.
Soweit bekannt fand die erste Priesterinnenweihe in der römisch-katholischen Kirche – die Weihe von Ludmila Javorová  – 1970 durch den römisch-katholischen Bischof Felix Davidek in der tschechischen Untergrundkirche statt; sie wurde geheim gehalten und erst 1995 bekannt. Die Weihe von Javorová war Vorbild und Ermutigung für die Donau Sieben, deren Weihe die erste offen vollzogene Priesterinnenweihe in der römisch-katholischen Kirche war.

## Kirchenrechtliche Konsequenzen
Unter dem 10. Juli 2002 erließ die Kongregation für die Glaubenslehre ein Monitum gegen die sieben Frauen und verwarnte sie gemäß Canon 1347 § 1 CIC, dass sie sich die Exkommunikation zuziehen würden, wenn sie die Ungültigkeit der Weihe nicht bis zum 22. Juli 2002 anerkennen und Buße tun würden. Da das Monitum am 15. Juli 2002 bei den Frauen eingegangen war, blieb den Frauen nur ein Zeitspanne von sieben Tagen zu seiner Beantwortung. Dagegen setzten sich die Frauen im Schreiben vom 22. Juli 2002 zur Wehr, indem sie die Einräumung einer Dreimonatsfrist forderten. Zugleich wiesen sie die Schuldzuweisungen des Vatikans öffentlich zurück und boten den Dialog an.
Ohne persönliche Anhörung der Frauen erließ die Kongregation für die Glaubenslehre am 5. August 2002 das „Dekret zur Feststellung der Exkommunikation“ (sog. Spruchexkommunikation). Das Schreiben der Exkommunikation wurde an die Sprecherin der sieben Frauen, Christine Mayr-Lumetzberger, gerichtet und wurde an erster Stelle vom Präfekten der Kongregation für die Glaubenslehre, Kardinal Ratzinger, dem späteren Papst Benedikt XVI., unterzeichnet.
Die verweigerte Anerkennung der Ordination führte zu einer grundlegenden Kontroverse zwischen den Donau Sieben und der Kirche. Die Frauen forderten den Vatikan am 14. August 2002 in einer öffentlichen Stellungnahme auf, die Exkommunikation zu widerrufen, und richteten am 27. September 2002 eine Beschwerde gegen die Exkommunikation an die Glaubenskongregation. Mit einem Dekret vom 21. Dezember 2002, das im Januar 2003 zuging, bestätigte der Vatikan die Exkommunikation als Folge der Verletzung des kanonischen Rechts und der Weigerung, Buße zu tun, mit ausdrücklicher Billigung des Papstes. Zu der römischen Bestätigung der Exkommunikation nahmen die sieben Frauen mit ihrer „Endgültige(n) Antwort auf die Exkommunikation“ am 27. Februar 2003 nochmals öffentlich Stellung.
Die Kirche hält die Ordination für ungültig, weil entgegen der Vorgabe des Kirchenrechts in Canon 1024 CIC die geweihten Frauen keine männliche Personen waren. Sie bezeichnete die Weihe als „absurdes Theater und ein Sektenspektakel“. Die Frauen sind der Auffassung, dass sie gültig ordiniert wurden, weil die Verbotsnorm unwirksam sei. Denn ein ungerechtes Gesetz habe keine Gültigkeit (lex iniusta non obligat). Auch sei die Ordination gültig, selbst wenn sie verbotswidrig erfolgt wäre (nach kanonischem Recht: valide, sed illicite). Auch unter Theologen ist die Gültigkeit der Ordination umstritten.

## Weitere Entwicklung
Um die Frauenordination mit korrekter römisch-katholischer Sukzession in die Welt zu tragen, ohne dass männliche Bischöfe vom Vatikan bestraft würden, wurden in der Folge Priesterinnen zu Bischöfinnen geweiht, von den Donau Sieben 2003 Giesela Forster und Christine Mayr-Lumetzberger sowie 2006 Ida Raming.
Seitdem wurden weitere Frauen zu römisch-katholischen Priesterinnen geweiht, nach 20 Jahren etwa 300 weltweit; etwa 20 Priesterinnen wurden zu Bischöfinnen geweiht.  Sie haben sich weltweit in der Organisation Roman Catholic Women Priests (RCWP) zusammengeschlossen.
Als Reaktion auf die kirchenrechtswidrigen Frauenweihen, die teilweise als „Katakombenweihen“ nichtöffentlich durchgeführt wurden, erließ die Kongregation für die Glaubenslehre 2008 das Dekret Das schwerwiegende Delikt über die versuchte Priesterweihe einer Frau. Danach werden alle Personen, die an einer Frauenordination beteiligt sind, automatisch von der römisch-katholischen Kirche durch den Mechanismus der latae sententiae exkommuniziert. Die Exkommunikation trifft nunmehr – anders als die bisherige Spruchexkommunikation – auch diejenigen, die der Kirche unbekannt sind, weil sie die Weihe nicht öffentlich machen. Mit der Reform des Kirchenstrafrechts vom 8. Dezember 2021 wird dies im neuen canon 1379 § 3 CIC auch gesetzlich geregelt. Die Regelung wurde bereits vor Inkrafttreten heftig kritisiert.
Auch wenn sich Papst Franziskus der ablehnenden Auffassung seiner Vorgänger angeschlossen hat, wird die Einführung der Frauenordination in der katholischen Kirche gerade in letzter Zeit wieder zunehmend kontrovers diskutiert, und zwar weltweit. Zur Frage der Frauenordination für das Amt der Diakonin hat Papst Franziskus 2020 eine zweite Kommission eingerichtet.

## Würdigung
Aus Anlass des 20-jährigen Priesterjubiläums der Donau Sieben würdigte die Karl-Rahner-Akademie in Köln am 5. September 2022 ihr Engagement in einer Veranstaltung, an der auch die 90-jährige Ida Raming teilnahm und als Zeitzeugin berichtete.